# Abies fordei
Abies fordei là một loài thực vật hạt trần trong họ Thông. Loài này được Rushforth mô tả khoa học đầu tiên năm 2009.